# 하치 이야기 (2009년 영화)
《하치 이야기》(영어: Hachiko: A Dog's Tale)는 미국에서 제작된 라세 할스트룀 감독의 2009년 드라마 영화이다. 리처드 기어가 주연과 제작을 맡았다.
이 영화는 2009년 6월 13일 시애틀 국제 영화제에서 초연되었으며 8월 8일 일본에서 처음 극장 상영되었다. 이 영화는 영국 극장에서 2010년 3월 12일 개봉하였으며, 2009년과 2010년을 통해 25개 이상의 국가에서 개봉하였다. 이 영화의 전 세계 박스 오피스 수익은 2011년 1월 기준으로 4,670만 달러이다.

## 출연
- 리처드 기어
- 조앤 앨런
- 세라 로머
- 에릭 아바리
- 제이슨 알렉산더
- 케리히로유키 다가와
- 더비니아 맥패든
- 로버트 캐프런

## 기타 제작진
- 공동 제작: 딘 슈나이더
- 배역: 릭 몽고메리
- 미술: 채드 데트윌러
- 세트: 그레천 슐로트먼
- 의상: 데버라 뉴홀